# Vindbåtarna

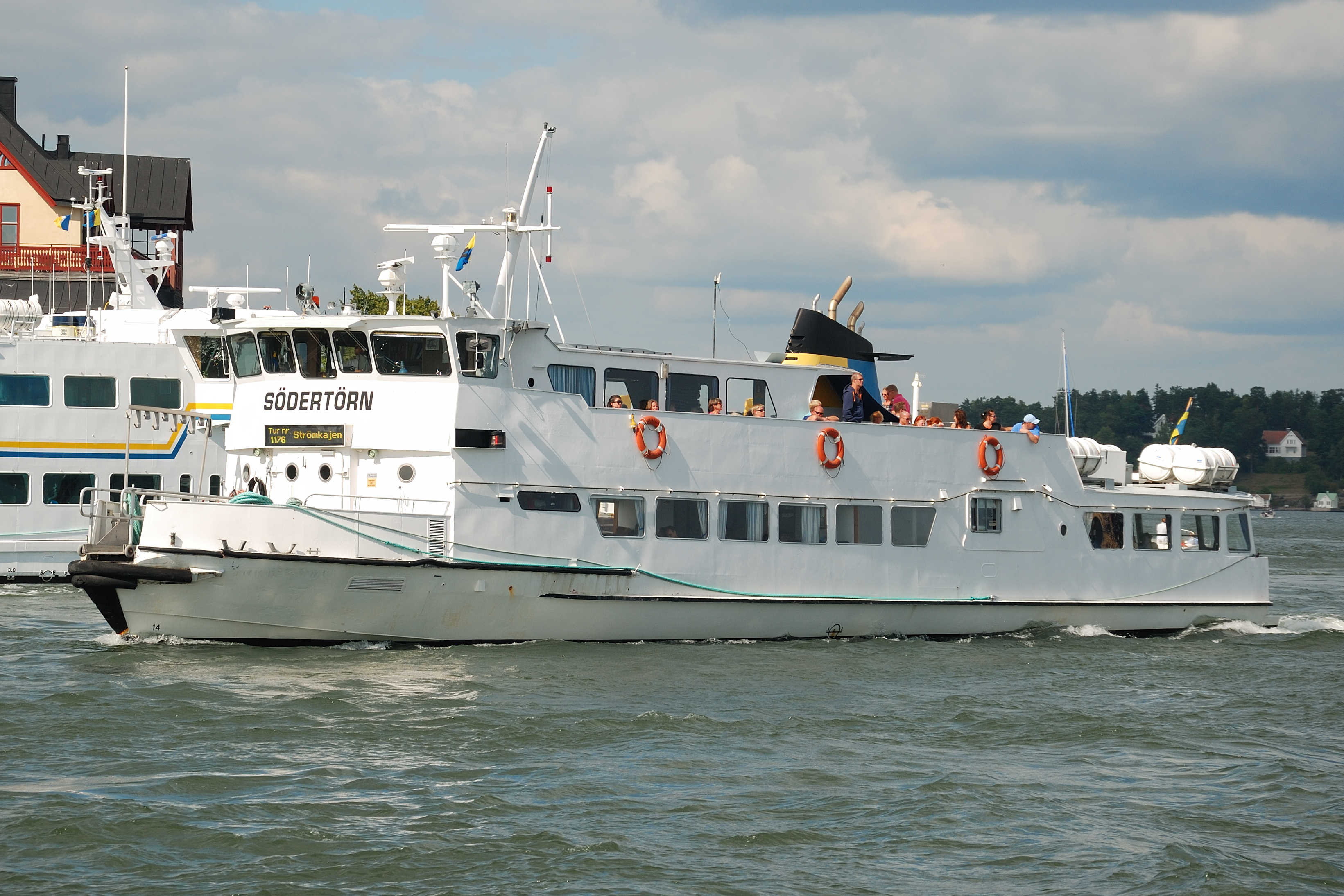
M/S Sunnan (dåvarande M/S Södertörn) i Vaxholm i juli 2011. Sedan 1996 går hon åter i trafik för Waxholmsbolaget.

Vindbåtarna var en serie av snabbgående passagerarfartyg tillverkade 1968-70 för Waxholmsbolaget. Serien bestod av tre fartyg, M/S Sunnan (1968), M/S Östan (1969) och M/S Nordan (1970). Fartygen kom att användas av Waxholmsbolaget fram till början av 1990-talet.

## Fartygen
Arbetet med Sunnan inleddes 1967 och sammanföll med ett uppsving för skärgårdstrafiken. Kommunförbundet för Stockholms län (föregångaren till Stockholms läns landsting) hade precis tagit över ansvaret för båttrafiken i Skärgården och det rådde en brist på moderna och effektiva båtar. I arbetet med att konstruera Sunnan involverade man Waxholmsbolagets skeppare. Sunnan byggdes på fyra månader och hon var vid färdigställandet Europas största passagerarfartyg byggt i lättmetall.
Sunnan blev väl mottagen och Waxholmsbolaget beställde två systerfartyg, Östan och Nordan, som levererades de kommande somrarna. Fartygen blev kända som Vindbåtarna och sattes in på de tunga traderna i mellanskärgården. Genom sin hastighet kunde genomföra dubbla in- och utturer under samma dag. I början av sina karriärer körde de ofta med full fart in mot bryggorna, vilket ledde till svallvågor och protester från tomt- och bryggägarna.
Fartygen kvarstod i Waxholmsbolaget ägo fram till början av 1990-talet och Sunnan försvann som sista fartyg 1993. Då hade fartygen successivt ersatts av större fartyg på de tyngre traderna och istället använts på lättar linjer i Skärgården. Med start 1990 hade de nya v-båtarna (Vaxö, Viberö, Vånö, Väddö och Värmdö) börjat levereras.

### M/SSunnan
Huvudartikel: M/S Sunnan

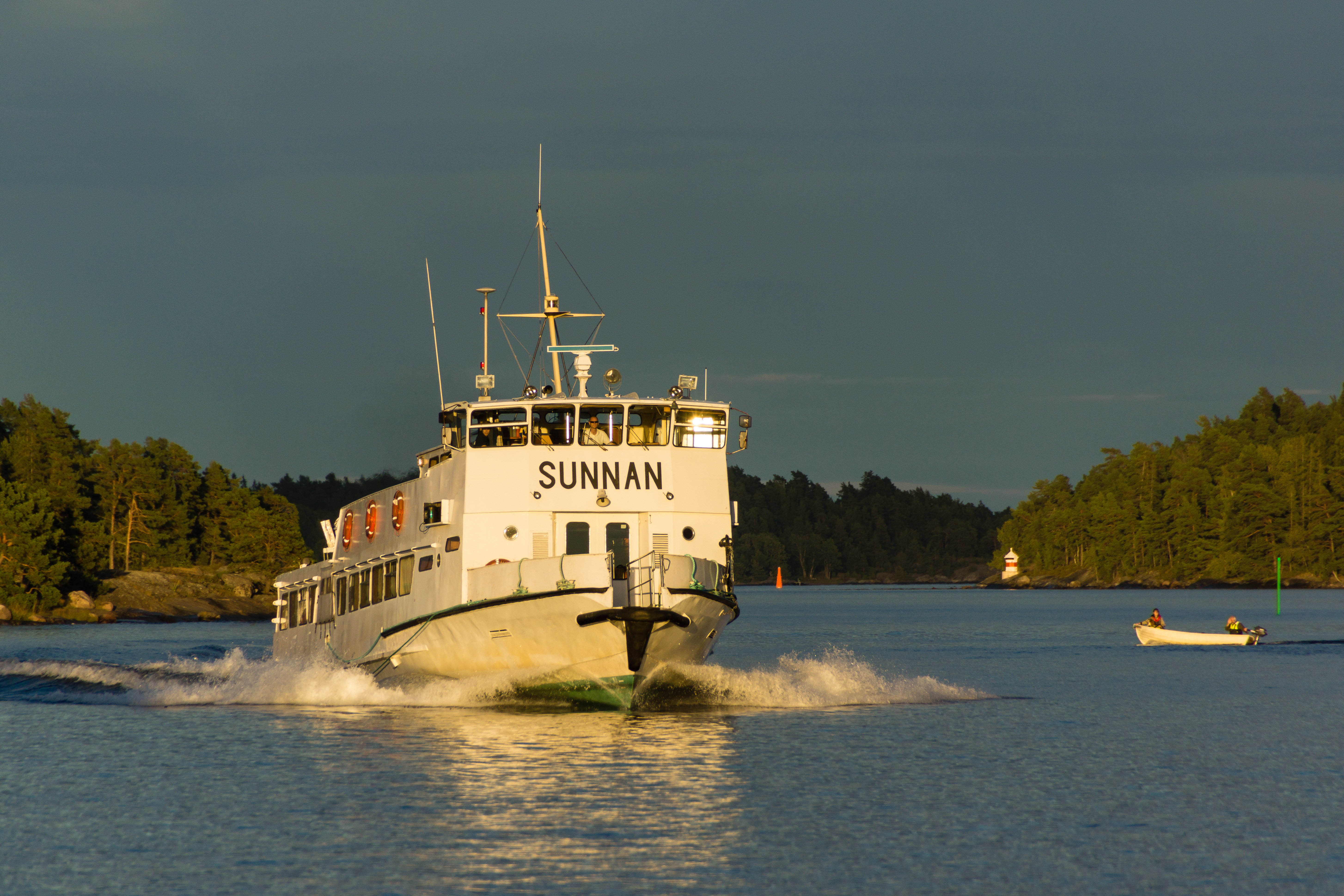
Sunnan vid Puttisholmen i september 2012.

Sunnan levererades 1968 och kvarstod i Waxholmsbolagets ägo fram till 1993 då hon såldes till rederiet Motena. Namnet Sunnan följde inte med vid köpet utan hon fick namnet Saltarö och sattes in som charterbåt i Stockholms skärgård. Hon var stationerad i Östergötland 1996-97 och kom tillbaka till Stockholm 1998 och återfick sitt ursprungliga namn 2005. Efter att ha varit registrerat som fritidsmotorskepp under några år fick hon 2008 ett nytt passagerarcertifikat och började åter trafikera skärgården. Från 2018 trafikerar hon Pendelbåt 89, Klara Mälarstrand - Tappström tillsammans med M/S Lux

### M/SÖstan
Huvudartikel: M/S Östan

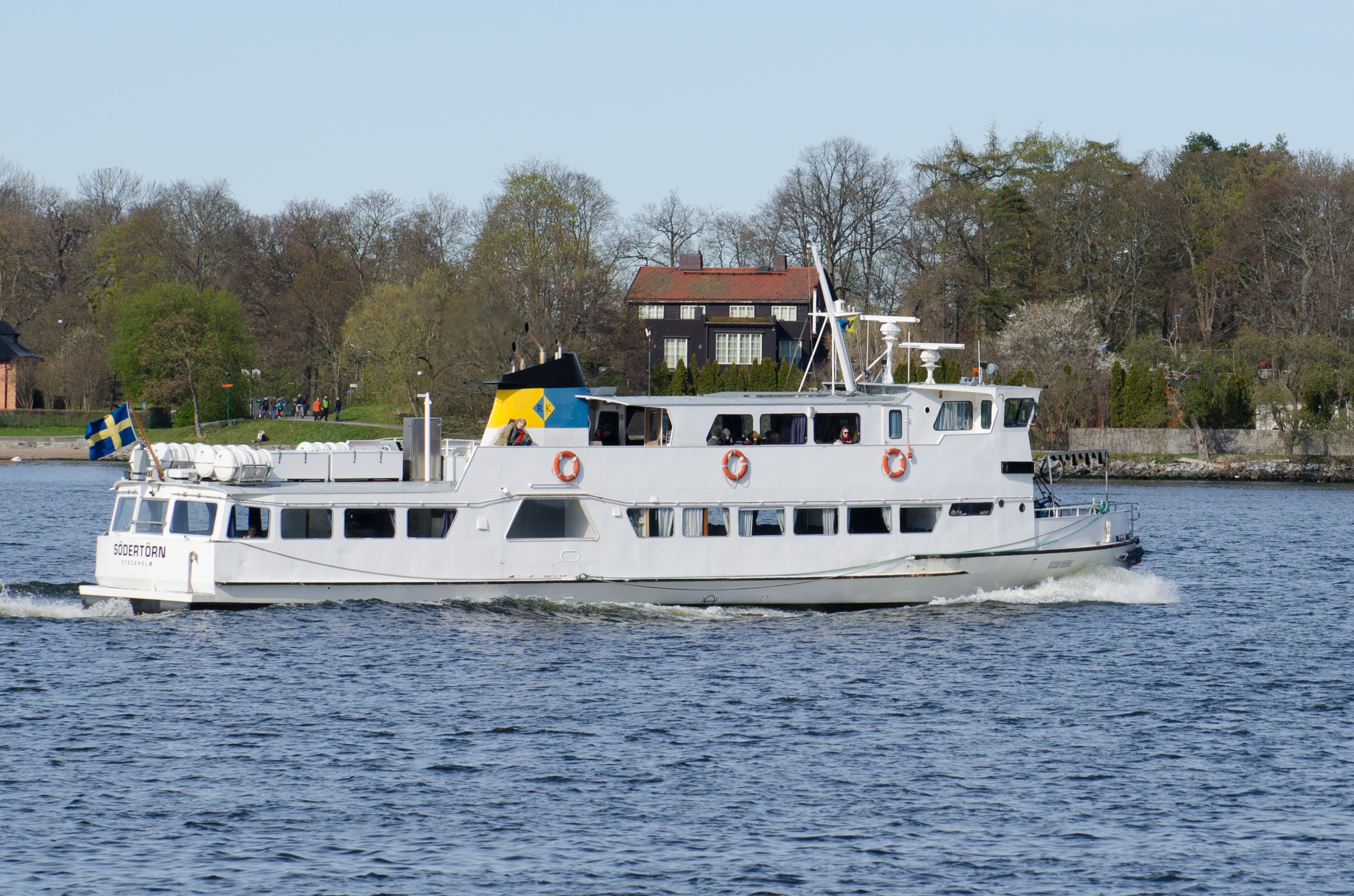
Södertörn (tidigare och också numera Östan) utanför södra Djurgården 2012

Östan levererades 1969 och kvarstod i Waxholmsbolagets ägo fram till 1992. I september 1992 såldes hon till Sydkoster och bytte namn till Kostervåg. Hon köptes 1995 av Rederi AB Runmarö Kanal och omdöptes till Södertörn. Hon sattes åter in i skärgårdstrafiken för Waxholmsbolaget 1996 och gick därefter i trafik för Waxholmsbolaget i mellanskärgården.

### M/SNordan
Nordan levererades 1970 och kvarstod i Waxholmsbolagets ägo fram till 1992. Hon såldes 1992 till Jönköpings kommun som ändrade namnet till M:me Tingley. Hon sattes i maj 1993 in på sträckan Gränna – Visingsö. Den 2 januari 2012 överfördes hon till Trafikverket Färjerederiet i Vaxholm i Stockholms skärgård, och den 14 januari 2014 ändrades namnet tillbaka till "MS Nordan".